# Посёлок Дома отдыха
Поселок Дома отдыха — опустевший поселок в Скопинском районе Рязанской области. Входит в Корневское сельское поселение.

## География
Находится в западной части Рязанской области на расстоянии приблизительно 6 км на юг-юго-запад по прямой от железнодорожного вокзала в городе Скопин.

## История
В советское время дом отдыха был создан на базе имения барона фон Таубе. После дома отдыха здесь располагался профилакторий и база отдыха скопинского автоагрегатного завода. Существование поселка подтверждается картографическими ресурсами только с 1985 года.

## Население
Численность населения: 0 человек как в 2002 году, так и в 2010.